# 張崇功
張崇功（1526年—？），字惟志，號后墅，直隸大名府大名縣人，民籍，明朝政治人物。

## 生平
嘉靖三十四年（1555年）乙卯科順天府鄉試第十二名舉人。嘉靖四十四年（1565年）中式乙丑科三甲第二百五十一名進士。兵部观政，四十五年四月授知陽信縣，丁忧。隆慶六年（1572年）五月復除定陶縣，万历元年（1573年）行取，八月升为户部主事，二年七月升遼東管粮郎中，五年三月升遼東兵备佥事，六年十一月升山东右参议，分守辽东，報捷者十一次。七年五月升副使，八年六月升参政。万历十一年六月升按察使，俱照旧管事。九月，以御史刘台戍死一事，分守参政张崇功与分巡副使周于德会审断案殊欠精详，俱降一级调用。遂告歸。

## 家族
曾祖張信；祖父張瓘，教諭；父張自東，贈郎中；母郭氏。兄崇献（庠生）、崇素、孔時（知县）、崇儉、崇庆、弟张孔修（同科进士）、张简（戊辰进士）、崇質（庠生）、张崇雅，字仲白，举人，官濟寧知州。子張澯，文謹有父風。